# كم جاي جنغ
كيم جيجونغ (بالكورية: 김재중)‏ (من مواليد 26 يناير 1986 ) في كوريا الجنوبية. هو مغن كوري جنوبي بدأ مسيرته الفنية عام 2003. وهو أيضا عارض أزياء وممثل وملحن.يجيد الغناء باليابانية والكورية.

## روابط خارجية
- كم جاي جنغ على موقع IMDb (الإنجليزية)
- كم جاي جنغ على موقع ميوزك برينز (الإنجليزية)
- كم جاي جنغ على موقع ديسكوغز (الإنجليزية)
- كم جاي جنغ على موقع قاعدة بيانات الفيلم (الإنجليزية)